# C5-Konvertase
C5-Konvertase ist ein Enzymkomplex, der in das Komplementsystem des Immunsystems involviert ist. Bei der aktiven Untereinheit (C2a) handelt es sich um eine Serinprotease, die die Hydrolyse des C5-Proteins in C5a und C5b katalysiert. 

## Aufbau und Funktion
Es sind zwei Formen der C5-Konvertase bekannt. Eine Form wird über den sogenannten klassischen Weg aus den Komplementkomponenten C4b, C2a und C3b aufgebaut, die den C4b2a3b-Komplex – die C5-Konvertase – bilden. Die Komponente C4b entsteht dabei durch die Spaltung der Komplementkomponente C4 durch die Serinprotease C1s. C4b exponiert einen hochreaktiven Thioester, der leicht mit Nukleophilen eine kovalente Bindung eingehen kann. Die Komplementkomponente C2 bindet an C4b. Durch C1s wird von C2 die Komponente C2b abgespalten. Es bleibt ein C4b2a-Komplex – die C3-Konvertase – übrig. Dieses Enzym ist in der Lage nun seinerseits die Komplementkomponente C3 in C3a und C3b zu spalten. Auch C3b besitzt – in Analogie zu C4b – eine hochreaktive Thioestergruppe. 
Über den alternativen Weg wird C5-Konvertase aus zwei Komplementkomponenten des Typs C3b und einer Bb-Komponente als C3bBb3b gebildet. Die Bb-Komponente wird durch Spaltung des Faktor B durch Faktor D in die Komponenten Ba und Bb erhalten. Die Komponente C3b wird durch Spaltung von C3 mit Hilfe von C3-Konvertase (= C4b2a) erhalten. Dabei entstehen die Fragmente C3a und C3b.
C5-Konvertase spaltet die Komplementkomponente C5 in die beiden Komponenten C5a (11 kDa) und C5b (190 kDa). Während C5a ein multifunktionelles Anaphylatoxin mit chemotaktischen Eigenschaften ist, das vor allem im Blutserum nachweisbar ist, ist C5b auf der Zellmembran einer Zielzelle der Ausgangspunkt für die Bildung des Membranangriffskomplexes.